# Johan Peter Krok
Johan Peter Krok, född den 24 mars 1791 i Valla socken, Bohuslän, död den 9 november 1868 i Uddevalla, var en svensk satirisk skriftställare, far till Thorgny Krok.
Krok var först grosshandlare i Stockholm, därefter litteratör och slutligen anlitad sakförare på västkusten. Han utgav 1827–1828 tidningen Skämt och allvar på vers och prosa, vilken indrogs sistnämnda år, ett Komiskt lexikon (2 band, 1830–1834), Maxel (1830; en parodi på Tegnérs Axel), Poetisk mosaik (samma år) med mera.